# اقتصاد اکوادور

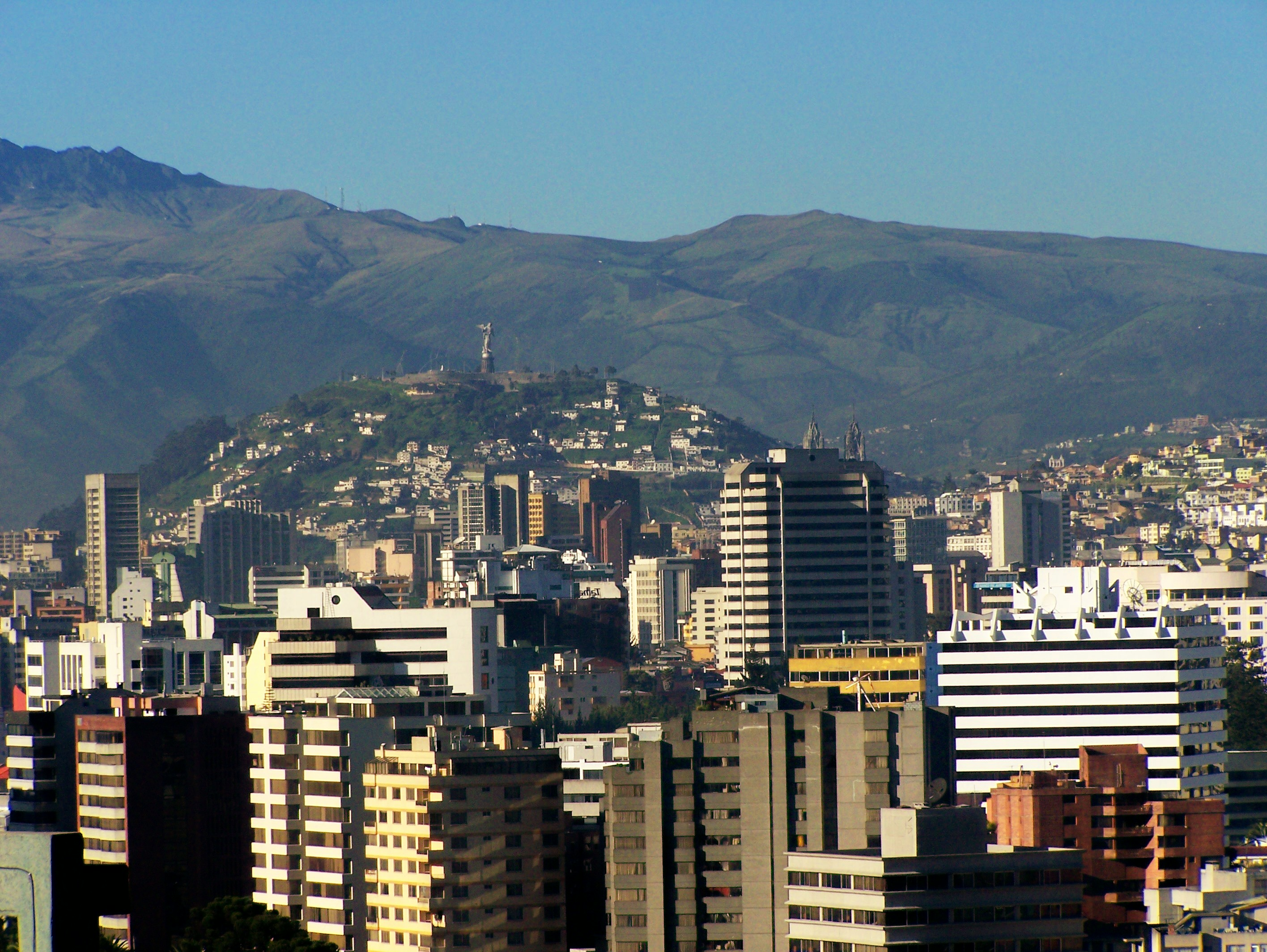
افق مرکز شهر کیتو.

اقتصاد اکوادور عضو تعداد زیادی از سازمان‌های منطقه‌ای نظیر سلاک، اوناسور، آلبا، گروه ریو، نظام اقتصادی آمریکای لاتین، سازمان انرژی آمریکای لاتین و معاهده آند، است. اکوادور در سال ۱۹۷۳ به سازمان کشورهای صادرکننده نفت (OPEC-اوپک) اضافه شد، اما در سال ۱۹۹۲م از عضویت در "اوپک" خارج شد. اکوادور دارای منابع نفتی غنی و زمین‌های کشاورزی پرمحصول است. از آنجا که اکوادور کالاهای اصلی مانند نفت، موز و میگو صادر می‌کند، نوسانات در بازارهای جهانی می‌تواند تأثیر بسیاری بر اوضاع داخلی این کشور داسته باشد. صنعت اکوادور عمدتاً در راستای ارائهٔ خدمات در بازارهای داخلی است. وخیم شدن شرایط اقتصادی اکوادور در سال‌های ۹۸-۱۹۹۷ باعث شد که این کشور دچار بحران‌های مالی و اقتصادی شدیدی در سال ۱۹۹۹ بشود. برخی عوامل خارجی مانند پدیدهٔ جوی ال‌نینیو در سال ۱۹۹۷، کاهش شدید قیمت نفت در بازارهای جهانی در ۹۸- ۱۹۹۷ و بی‌ثباتی بازار بین‌المللی در همان دوران این بحران‌ها را قابل پیش‌بینی کرده بود. این عوامل سیاست اقتصادی دولت اکوادور را که تلفیقی از کسری‌های مالی بزرگ و سیاست‌های مالی انبساطی بود بیشتر برجسته ساخت و باعث کاهش ۳/۷ درصدی تولیدات خالص داخلی سالانه، تورم ۲/۵۲٪ و کاهش ۶۵درصدی ارزش پول ملی کشور در سال ۱۹۹۹ شد که این عوامل منجر به ناتوانی بیشتر اکوادور در پرداخت بدهی‌های خارجی در آن سال شد.
در ۹ ژانویه، ۲۰۰۰، دولت رئیس‌جمهور جمیل مهواد اعلام کرد که برای مقابله با این بحران‌ها ازین پس دلار آمریکا به عنوان پول رایج کشور مورد استفاده قرار می‌گیرد. استفاده از دلار آمریکا به عنوان پول رایج کشور به جای تثبیت پول ملی به آن بدین معنا است که فواید ضرب پول به اقتصاد آمریکا تعلق می‌گیرد، چه آن را جبران کند یا نکند. اعتراضات در پی این قضیه باعث عزل رئیس‌جمهور شد و معاون وی نوبوئا به جای وی سر کار آمد.
دولت نوبوئا نیز استفاده از دلار را به عنوان هستهٔ اصلی راهکار خود برای بهبود اوضاع اقتصادی برگزید. دولت در این زمینه وارد مذاکره با صندوق بین‌المللی پول (IMF) شد و نتیجهٔ مذاکرات ترتیب یک دورهٔ ۱۲ ماهه برای آماده‌سازی شرایط توسط IMFبود. سایر راه‌کارهای اقتصادی دولت اکوادور شامل تلاش برای کاهش کسری مالی دولت، اجرای اصلاحات ساختاری برای تقویت سیستم بانکی و بدست آوردن دوبارهٔ کنترل بر بازارهای خصوصی سرمایه بود. با گرانی نفت در بازارهای جهانی اقتصاد اکوادور اندکی بهبود یافت و در سال ۲۰۰۰ تولیدات خالص داخلی به سقف ۹/۱٪ رسید. با این وجود، ۷۰٪ مردم اکوادور زیر خط فقر بسر می‌برند که بیش از دو برابر آمار ۵ سال پیش از آن است. تورم در سال ۲۰۰۰ معادل ۱/۹۶٪ بود، اما نرخ تورم رو به کاهش است. تورم ماهانه در اکوادور در فوریهٔ ۲۰۰۱ برابر با ۹/۲٪ بود.